# Titularbistum Megara
Megara (Megarensis / Magaricensis) ist ein Titularbistum der römisch-katholischen Kirche.
Es geht zurück auf ein früheres Bistum der griechischen Stadt Megara bei Athen.
| Titularbischöfe von Megara                      |                                                             |                    |                        |
| Name                                            | Amt                                                         | von                | bis                    |
| Konrad/Kuno, OCist                              | Weihbischof in Cammin, Hildesheim, Köln und Lüttich         | 1324               | ? († September 1366)   |
| Heinrich von Volkach                            | Weihbischof in Regensburg                                   | 20. Juli 1352      | ? († 27. Oktober 1359) |
| Franz Johann Vogt von Altensumerau und Prasberg | Weihbischof in Konstanz                                     | 16. Dezember 1641  | 16. Februar 1645       |
| Johann Gobar                                    | Weihbischof in Olmütz                                       | 26. August 1652    | 1665                   |
| Alexander de Campo                              | Apostolischer Vikar von Malabar (Indien)                    | 31. Januar 1663    | 2. Januar 1687         |
| Wilhelm von Vintler von Runkelstein             | Weihbischof in Brixen                                       | 22. Dezember 1681  | 9. März 1697           |
| Ignaz Ludwig Pawlowski                          | Weihbischof in Kamjanez-Podilskyi (Ukraine)                 | 23. Juni 1828      | 1. März 1841           |
| Jacinto Vera y Durán                            | Apostolischer Vikar von Montevideo (Uruguay)                | 22. September 1859 | 13. Juli 1878          |
| Marie-Joseph Verdier, SSCC                      | Koadjutorvikar von Papeete (Tahiti)                         | 9. Januar 1883     | 17. Januar 1922        |
| Charles Alphonse Armand Vanuytven, OPraem       | Apostolischer Vikar von Buta (Demokratische Republik Kongo) | 25. April 1924     | 18. März 1969          |